# Paunzhausen
Paunzhausen är en kommun och ort i Landkreis Freising i Regierungsbezirk Oberbayern i förbundslandet Bayern i Tyskland.
Kommunen ingår i kommunalförbundet Allershausen tillsammans med kommunen Allershausen.